# Dragon C209
Dragon C209 je v pořadí druhá nákladní kosmická loď Dragon 2 nahrazující předchozí Dragon. Poprvé vzlétla na misi CRS-22 dne 3. června 2021, v současnosti je ve vesmíru na své páté misi.

## Cargo Dragon
Společnost SpaceX po roce 2006 na základě smlouvy COTS s agenturou NASA vyvinula nákladní kosmickou loď Dragon. Pod navazující smlouvou CRS vyslala SpaceX loď Dragon v letech 2010 až 2020 na 2 testovací a 20 řádných misí k zásobování ISS. Z nich pouze jedna mise selhala (SpaceX CRS-7 v červnu 2015) a NASA v roce 2016 společnosti SpaceX smlouvou CRS-2 přidělila nákladní lety také pro nástupce lodi Dragon, označovaného Dragon 2. Ten existuje v osobní a nákladní variantě Crew Dragon a Cargo Dragon.
Loď Dragon s nástavcem (tzv. trunk) ve startovní pozici měří na výšku 8,1 metru a v průměru má 4 metry. Kabina poskytuje 9,3 krychlového metru prostoru, v nástavci je možné uložit 12,1 m3 nákladu, v prodlouženém nástavci až 37 m3 nákladu, který nemusí být dopravován v hermetizované kabině, např. součásti určené k namontování na vnější povrch stanice. Cargo Dragon umí na ISS vynést až 3 307 kg nákladu, z toho 2 507 kg v kabině a 800 kg v nástavci. Nákladní loď v porovnání variantou pro lety s posádkou neobsahuje sedadla, ovládací prvky, systémy podpory života ani motory SuperDraco pro přerušení startu.
Loď do vesmíru vynáší rakety Falcon 9. SpaceX uvádí, že loď může být k ISS připojena až 75 dní, ale NASA využívá zhruba polovinu této doby a nákladní Dragony se na Zemi vracejí po zhruba 5 týdnech. Vezou přitom s sebou náklad, který nejčastěji tvoří výsledky vědeckých experimentů určené k vyhodnocení nebo dalšímu použití v pozemských podmínkách, nebo vybavení ISS určené k testování nebo opravě. Cargo Dragony přistávají nejčastěji do vod Mexického zálivu u pobřeží Floridy, ale jsou schopny také přistání u jejího atlantského pobřeží nebo do vod Tichého oceánu u břehů Kalifornie.

## Lety
| Mise   | Znak | Start (UTC)                 | Přistání (UTC)              | Výsledek | Poznámka |
| ------ | ---- | --------------------------- | --------------------------- | -------- | --- |
| CRS-22 |      | 3. června 2021, 17:29:15    | 10. července 2021, 03:29:00 | Úspěšná  | Druhý let Cargo Dragonu pro NASA v rámci 2. etapy programu Commercial Resupply Services (CRS-2). Současně šlo o druhý let, při němž byly k Mezinárodní vesmírné stanici připojeny jako loď Cargo Dragon, tak i loď Crew Dragon.                                                              |
| CRS-24 |      | 21. prosince 2021, 10:07:08 | 24. ledna 2022, 21:05:00    | Úspěšná  | Čtvrtý let Cargo Dragonu pro NASA v rámci 2. etapy programu Commercial Resupply Services (CRS-2). |
| CRS-27 |      | 15. března 2023, 00:30:42   | 15. dubna 2023, 20:58       | Úspěšná  | Sedmý let Cargo Dragonu pro NASA v rámci 2. etapy programu Commercial Resupply Services (CRS-2). |
| CRS-30 |      | 21. března 2024, 20:55:09   | 30. dubna 2024, 05:38       | Úspěšná  | Desátý let Cargo Dragonu pro NASA v rámci 2. etapy programu Commercial Resupply Services (CRS-2). Současně vůbec první start lodi Dragon 2 z rampy SLC-40 Základny Vesmírných sil Cape Canaveral (CCSFS) (všechny předchozí lety startovaly z rampy LC-39A v Kennedyho vesmírném středisku). |
| CRS-32 |      | 21. dubna 2025, 08:15:45    | 25. května 2025, ~05:44     | Úspěšná  | Dvanáctý let Cargo Dragonu pro NASA v rámci 2. etapy programu Commercial Resupply Services (CRS-2). První přistání lodi Cargo Dragon v Tichém oceánu |